# Eleições legislativas em Macau em 2017
As eleições legislativas em Macau em 2017 foram realizadas no dia 17 de Setembro de 2017 e tinha por objectivo a eleição de 26 deputados à Assembleia Legislativa de Macau (num total de 33 deputados), sendo 12 eleitos por sufrágio indirecto (isto é, por um número restrito e selecto de dirigentes associativos que representavam certos sectores de interesses) e 14 por sufrágio universal directo (isto é, por todos os cidadãos adultos recenseados que residiam permanentemente em Macau). Os restantes 7 deputados à Assembleia Legislativa não eram eleitos, mas sim nomeados pelo Chefe do Executivo de Macau.

## Eleitores

### Quem pode votar?
No sufrágio directo, todos os residentes permanentes da Região Administrativa Especial de Macau da República Popular da China (RAEM), maiores de 18 anos, gozam de capacidade eleitoral, desde que estejam devidamente recenseados. No sufrágio indirecto, gozam de capacidade eleitoral todas as pessoas colectivas (associações ou organizações representativas locais), devidamente registadas e recenseadas, que tenham sido reconhecidas como pertencentes aos respectivos sectores de interesses "há, pelo menos, quatro anos e tenham adquirido personalidade jurídica há, pelo menos, sete anos." Cada pessoa colectiva "tem direito a um número máximo de 22 votos, os quais são exercidos por outros tantos votantes escolhidos de entre os membros dos respectivos órgãos de direcção ou administração, que estejam em exercício na data da marcação das eleições".

### Número de eleitores recenseados
Assim, em 2017, estavam recenseados 305 615 eleitores individuais ou singulares que podiam votar nas eleições por sufrágio directo e 18 854 votantes com capacidade eleitoral activa em representação de 857 eleitores colectivos (pessoas colectivas) que podiam votar nas eleições por sufrágio indirecto.

## Regra da atribuição de mandatos
Nas eleições legislativas, em ambos os sufrágios, " a conversão dos votos em mandatos faz-se de acordo com o número de votos obtido por cada candidatura, dividido sucessivamente por 1, 2, 4, 8 e demais potências de 2, até ao número de mandatos a distribuir, sendo os quocientes alinhados por ordem decrescente da sua grandeza numa série de tantos termos quantos os mandatos. Havendo um mandato para distribuir e sendo os termos seguintes da série iguais e de candidaturas diferentes, caberá este à candidatura que ainda não tiver obtido qualquer mandato ou, se tal não se  verificar, à candidatura que tiver obtido o maior número de votos; verificando-se empate no número de votos obtidos por duas ou mais candidaturas, é o mandato distribuído por sorteio público.".

## Resultados

### No sufrágio directo
Nestas eleições, existiu mais candidatos do que os 14 lugares reservados para os deputados eleitos por sufrágio directo, havendo por isso uma maior concorrência. As eleições foram participativas, com 174 872 cidadãos da Região Administrativa Especial de Macau a votarem (57.22% do total dos eleitores inscritos).
Na lista a seguir, estão os resultados obtidos pelas 25 listas (pela sua ordem numérica saída do sorteio) que concorreram nas eleições directas de 2017:
| Número | Lista                                                                                 | N° de Votos | %     | Mandatos | Deputados                   | Plataforma |
| ------ | ------------------------------------------------------------------------------------- | ----------- | ----- | -------- | --------------------------- | --- |
| 1      | Nova Ideais De Macau                                                                  | 199         | 0.12% | 0        |                             | Pró-democrata e reformista |
| 2      | União Promotora para o Progresso (UPP)                                                | 12 340      | 7.15% | 1        | Ho Ion Sang                 | Tradicional (pró-Pequim); União Geral das Associações dos Moradores de Macau (Kai Fong).                                          |
| 3      | Associação de Próspero Macau Democrático (APMD)                                       | 10 080      | 5.84% | 1        | António Ng Kuok Cheong      | Pró-democrata, reformista; conservador, de influência católica.                                                                   |
| 4      | Observatório Cívico                                                                   | 9590        | 5.56% | 1        | Agnes Lam Iok Fong          | Centrista, reformista. |
| 5      | Cor de rosa amar a população (*Desistência da candidatura)                            | ----        | ----  | 0        |                             | |
| 6      | Nova Esperança                                                                        | 14 386      | 8.33% | 1        | José Maria Pereira Coutinho | Associação dos Trabalhadores da Função Pública de Macau; pró-democrata; direitos laborais; comunidade macaense/portuguesa local.  |
| 7      | Associação do Novo Progresso de Macau (ANPM)                                          | 9213        | 5.34% | 1        | Sulu Sou Ka Hou             | Pró-democrata, progressista, reformista; lista afiliada à Associação Novo Macau.                                                  |
| 8      | Associação dos Cidadãos para o Desenvolvimento de Macau (ACDM)                        | 10 103      | 5.85% | 1        | Song Pek Kei                | Pró-empresarial (incluindo o sector do Jogo) e comunidade originária de Fujian. Lista da Aliança de Povo de Instituição de Macau. |
| 9      | Associação dos Cidadãos Unidos de Macau (ACUM)                                        | 14 879      | 8.62% | 1        | Si Ka Lon                   | Pró-empresarial (incluindo o sector do Jogo) e comunidade originária de Fujian. Lista da Aliança de Povo de Instituição de Macau. |
| 10     | Poderes do Pensamento Politico (PPP)                                                  | 672         | 0.39% | 0        |                             | Funcionários públicos. |
| 11     | Aliança do Bom Lar                                                                    | 9496        | 5.50% | 1        | Wong Kit Cheng              | Tradicional (Pró-Pequim); Associação Geral das Mulheres de Macau.                                                                 |
| 12     | Poder dos Cidadãos                                                                    | 1305        | 0.76% | 0        |                             | Reformista, juventude, comunidade originária de Fujian.                                                                           |
| 13     | Associação de Novo Movimento Democrático (ANMD)                                       | 11 381      | 6.59% | 1        | Au Kam San                  | Pró-democrata, reformista. |
| 14     | Nova União para Desenvolvimento de Macau (NUDM)                                       | 10 452      | 6.05% | 1        | Angela Leong On Kei         | Pró-empresarial e sector do Jogo (STDM).                                                                                          |
| 15     | Poder da Sinergia                                                                     | 7162        | 4.15% | 0        |                             | Centrista, reformista. |
| 16     | União Para O Desenvolvimento (UPD)                                                    | 16 696      | 9.67% | 2        | Lei Cheng I; Leong Sun Iok  | Tradicional (pró-Pequim); Federação das Associações dos Operários de Macau (interesses laborais)                                  |
| 17     | Ou Mun Kong I                                                                         | 393         | 0.23% | 0        |                             | Populista. |
| 18     | Aliança Pr'a Mudança (MUDAR)                                                          | 8186        | 4.74% | 0        |                             | Pró-empresarial, reformista, assuntos sociais. Lista encabeçada por Melinda Chan Mei Yi.                                          |
| 19     | Associação dos Cidadãos Unidos para a Construção de Macau                             | 904         | 0.52% | 0        |                             | Pró-democrata, reformista. |
| 20     | União de Macau-Guangdong (UMG)                                                        | 17 214      | 9.97% | 2        | Mak Soi Kun; Zheng Anting   | Pró-empresarial e comunidade originária de Jiangmen.                                                                              |
| 21     | A aurora dos trabalhadores de nível básico                                            | 823         | 0.48% | 0        |                             | Funcionários públicos. |
| 22     | ajuda mútua Grassroots                                                                | 1350        | 0.78% | 0        |                             | Populista. |
| 23     | início Democrática (iD)                                                               | 279         | 0.16% | 0        |                             | Pró-democrata; lista afiliada à Associação Activismo para a Democracia, liderada por Lee Kin Yun.                                 |
| 24     | União dos Promitentes-Compradores do "Pearl Horizon" para Defesa dos Direitos (UPHDD) | 2399        | 1.39% | 0        |                             | Populista; defesa do direito à propriedade privada dos promitentes-compradores do "Pearl Horizon".                                |
| 25     | Linha de Frente dos Trabalhadores de Casinos (LFTC)                                   | 3126        | 1.81% | 0        |                             | Direitos laborais; trabalhadores do sector do Jogo.                                                                               |

Houve ainda 944 votos em branco e 1300 votos nulos nestas eleições por sufrágio directo.

### No sufrágio indirecto
No sufrágio indirecto, o sistema eleitoral reserva 4 lugares para o sector industrial, comercial e financeiro (interesses empresariais); 3 lugares para o sector profissional (interesses profissionais); 2 lugares para o sector do trabalho (interesses laborais); outros 2 lugares para o sector cultural e desportivo (interesses culturais e desportivos); e 1 lugar para o sector dos serviços sociais e educacional (interesses assistenciais/sociais e educacionais). Cada sector de interesses possui o seu próprio colégio eleitoral, constituído por pessoas colectivas (associações) locais com capacidade eleitoral activa que representam os interesses abrangidos por esses sectores. Cada pessoa colectiva "tem direito a um número máximo de 22 votos, os quais são exercidos por outros tantos votantes escolhidos de entre os membros dos respectivos órgãos de direcção ou administração, que estejam em exercício na data da marcação das eleições, elegendo 12 deputados por sufrágio indirecto".
Pela primeira vez deste o estabelecimento da Região Administrativa Especial de Macau (1999), nestas eleições houve 2 listas, com 3 candidatos cada, a concorrer para os 3 lugares reservados para o sector dos interesses profissionais. Nos restantes 4 sectores, apenas houve uma lista única de candidatos a deputados em cada um destes sectores. Ou seja, a concorrência nas eleições por sufrágio indirecto é comedida.
A seguir, estão mencionados os resultados eleitorais obtidos pelas seis listas, quatro delas únicas, que originaram os 12 deputados eleitos indirectamente, segundo o seu sector de interesses:

#### Sector industrial, comercial e financeiro
A única lista que apresentou candidatos para este sector foi a União dos Interesses Empresariais de Macau (OMKC), que obteve 781 votos, num colégio eleitoral constituído por 2244 indivíduos com direito a voto (em representação de 102 pessoas colectivas diferentes), dos quais apenas 791 votaram. Assim, os 4 deputados eleitos em lista única foram:
- Ho Iat Seng
- Kou Hoi In
- José Chui Sai Peng
- Ip Sio Kai

#### Sector profissional
Houve duas listas, cada uma com três candidatos, a concorrer para os três mandatos reservados para o sector profissional: a União dos Interesses Profissionais de Macau (OMCY), que obteve 341 votos (62.45%) e dois mandatos (Chui Sai Cheong e Vong Hin Fai); e a União dos Interesses de Medicina de Macau (UIMM), que obteve 205 votos (37.55%) e 1 mandato (Chan Iek Lap). O colégio eleitoral era constituído por 1210 indivíduos com direito a voto (em representação de 55 pessoas colectivas diferentes), dos quais apenas 561 votaram. Assim, os 3 deputados eleitos foram:
- Chui Sai Cheong (OMCY)
- Chan Iek Lap (UIMM)
- Vong Hin Fai (OMCY)

#### Sector do trabalho
A única lista que apresentou candidatos para este sector foi a Comissão Conjunta da Candidatura das Associações de Empregados (CCCAE), apoiada pela Federação das Associações dos Operários de Macau, que obteve 1012 votos, num colégio eleitoral constituído por 1650 indivíduos com direito a voto (em representação de 75 pessoas colectivas diferentes), dos quais apenas 1037 votaram. Assim, os 2 deputados eleitos em lista única foram:
- Lam Lon Wai
- Lei Chan U

#### Sector cultural e desportivo
A única lista que apresentou candidatos para este sector foi a Associação União Cultural e Desportiva Excelente (União Excelente), que obteve 1499 votos, num colégio eleitoral constituído por 10 296 indivíduos com direito a voto (em representação de 468 pessoas colectivas diferentes), dos quais apenas 1599 votaram. Assim, os 2 deputados eleitos em lista única foram:
- Vitor Cheung Lup Kwan
- Chan Chak Mo

#### Sector dos serviços sociais e educacional
A única lista que apresentou candidatos para este sector foi a Associação de Promoção do Serviço Social e Educação (APSSE), que obteve 1559 votos, num colégio eleitoral constituído por 3454 indivíduos com direito a voto (em representação de 157 pessoas colectivas diferentes), dos quais apenas 1599 votaram. Assim, a única deputada eleita em lista única foi:
- Chan Hong

## Nomeações feitas pelo Chefe do Executivo
Os restantes 7 deputados foram nomeados pelo Chefe do Executivo, no dia 26 de Setembro de 2017, completando assim a nova composição da Assembleia Legislativa de Macau para a legislatura de 2017-2021. Os 7 deputados nomeados eram:
- Ma Chi Seng[nota 4]
- Pang Chuan
- Wu Chou Kit
- Lao Chi Ngai
- Fong Ka Chio
- Iau Teng Pio
- Chan Wa Keong